# Ivanovskoe (Oblast' di Arcangelo)
Ivanovskoe (in russo Ивановское) è un villaggio (село) russo del šenkurskij rajon, nell'oblast' di Arcangelo. È centro amministrativo di uno degli undici comuni rurali del distretto di Šenkursk.
Abitanti 57 (2010).